# 15762 Rühmann
(15762) Ruhmann, denumire internațională (15762) Rühmann, este un asteroid din centura principală de asteroizi.

## Descriere
15762 Rühmann este un asteroid din centura principală de asteroizi. A fost descoperit pe 21 septembrie 1992 la Tautenburg de Freimut Börngen. Asteroidul prezintă o orbită caracterizată de o semiaxă mare de 2,54 ua, o excentricitate de 0,22 și o înclinație de 4,2° în raport cu ecliptica.